# لويس برتران
لويس برتران (بالفرنسية: Louis Bertrand)‏ هو روائي وكاتب فرنسي ولد يوم 20 مارس 1866 في منطقة ميوز فرنسا، وتوفي في 6 ديسمبر 1941 في كاب انتيب.

## سيرة
تخرج من مدرسة عليا للأساتذة عين في معهد آكس أون بروفانس.